# Mérindol
Mérindol – miejscowość i gmina we Francji, w regionie Prowansja-Alpy-Lazurowe Wybrzeże, w departamencie Vaucluse.
Według danych na rok 2006 gminę zamieszkiwało 1923 osób, a gęstość zaludnienia wynosiła 72 osoby/km² (wśród 963 gmin regionu Prowansja-Alpy-W. Lazurowe Mérindol plasuje się na 308. miejscu pod względem liczby ludności, natomiast pod względem powierzchni na miejscu 382.).

## Populacja

Populacja Mérindol w latach 1962-2008